# Enumatil
Enumatil (Gronings: Aimtil of IJmentil) is een dorp in de gemeente Westerkwartier in de provincie Groningen in Nederland, gelegen bij de gelijknamige brug over het Hoendiep. Enumatil heeft 325 inwoners. Het dorp ligt ten zuiden van Briltil.

## Geschiedenis
De naam Enumatil is afkomstig van de rond 1445 geslagen brug (til) van Enuma (Enema, Eme). Het dorp had rond 1500 een eigen kapel. In 1582 legden de Spanjaarden rond Enumatil een verdedigingsschans aan ter bescherming van de vaarroute van en naar de Spaansgezinde stad Groningen.
De gemeentegrens tussen de vroegere gemeenten Leek, Zuidhorn en Oldekerk (vanaf 1990 onderdeel van de gemeente Grootegast) liep voor de gemeentelijke herindeling van 1985 dwars door het dorp, zodat Enumatil in drie verschillende gemeenten lag. Deze grens is bij die herindeling zodanig gewijzigd dat het dorp nagenoeg compleet in Leek kwam te liggen. Per 1 januari 2019 zijn al deze gemeenten opgegaan in de gemeente Westerkwartier. 
Even ten zuiden van het dorp monden het Lettelberterdiep en de Enumatilster Matsloot uit in het Hoendiep. Het laatste stuk van de huidige Matsloot vanaf de tweede brug richting het Hoendiep is rond 1818 aangelegd. Voorheen liep dit laatste stuk vanaf de Tweede brug naar de noordkant van het dorp en sloot daar aan op het Hoendiep.
Het dorp bezit nog drie bruggen over de Matsloot, de Eerste en de Tweede brug genaamd. De derde brug, bekend als de Auwemadraai, ligt even buiten het dorp in de weg naar Leek. Deze brug is in 2009 geheel vernieuwd.
Midden in het dorp staat de korenmolen Eben Haëzer. Ten zuidoosten van Enumatil staat de Amerikaanse windmotor Enumatil.

## Bevolking
| Jaar | Bevolking | Notities                     | Bron  |
| ---- | --------- | ---------------------------- | ----- |
| 1873 | 198       | 48 huizen en 47 huisgezinnen | [ 2 ] |
| 2021 | 335       |                              | [ 1 ] |

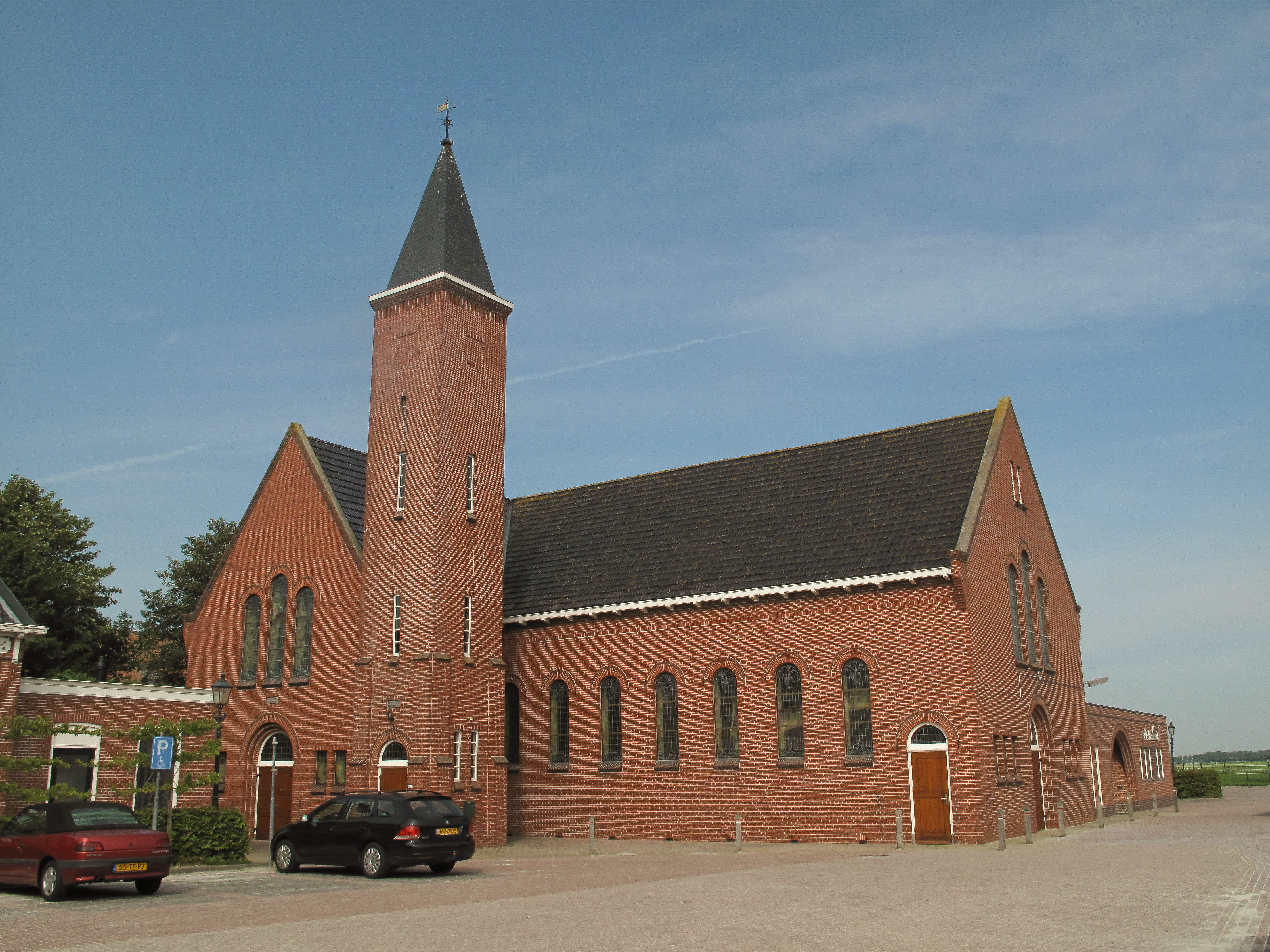
De Gereformeerde Kerk Vrijgemaakt
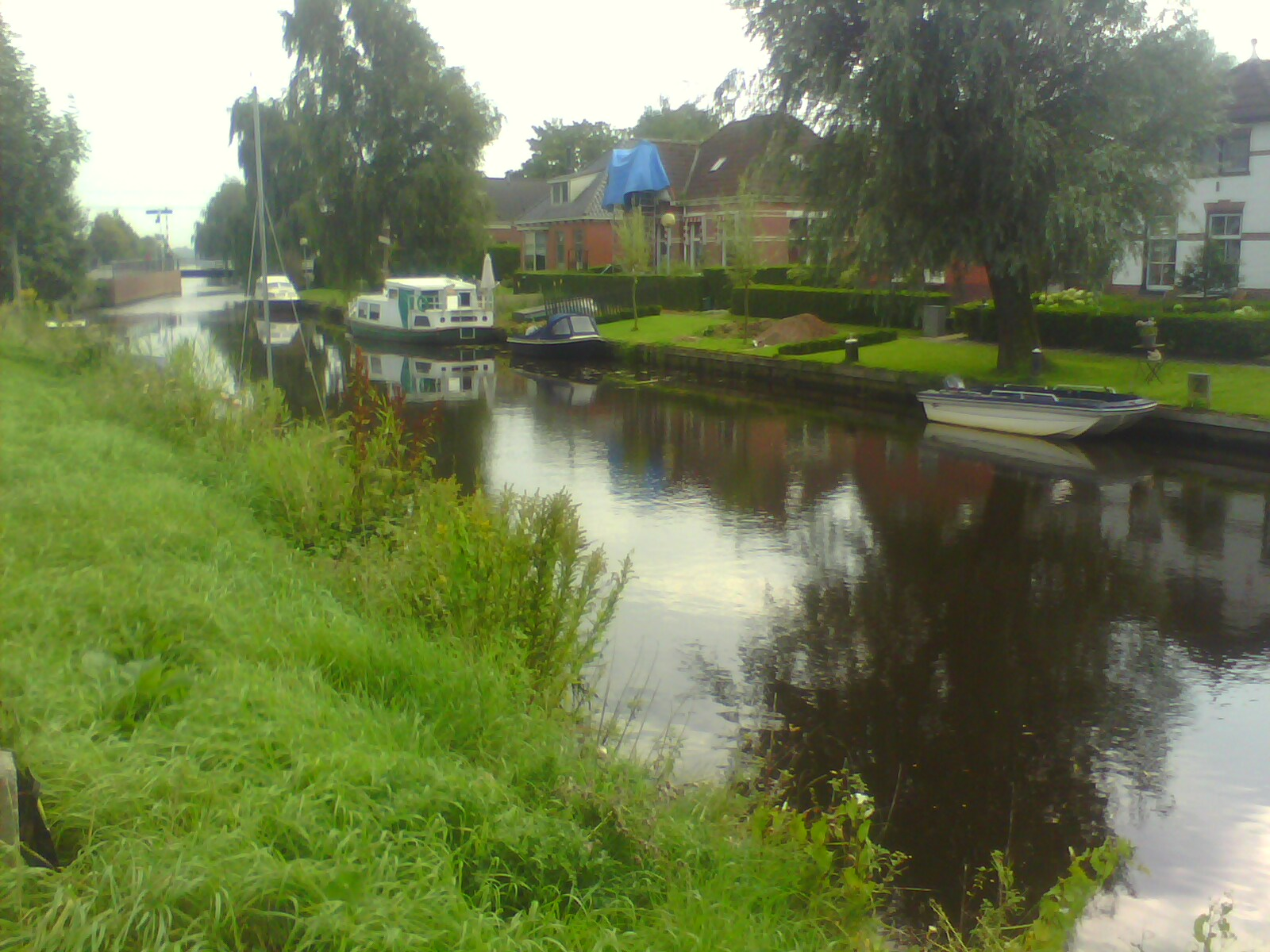
Gezicht over het Hoendiep in de richting van de til
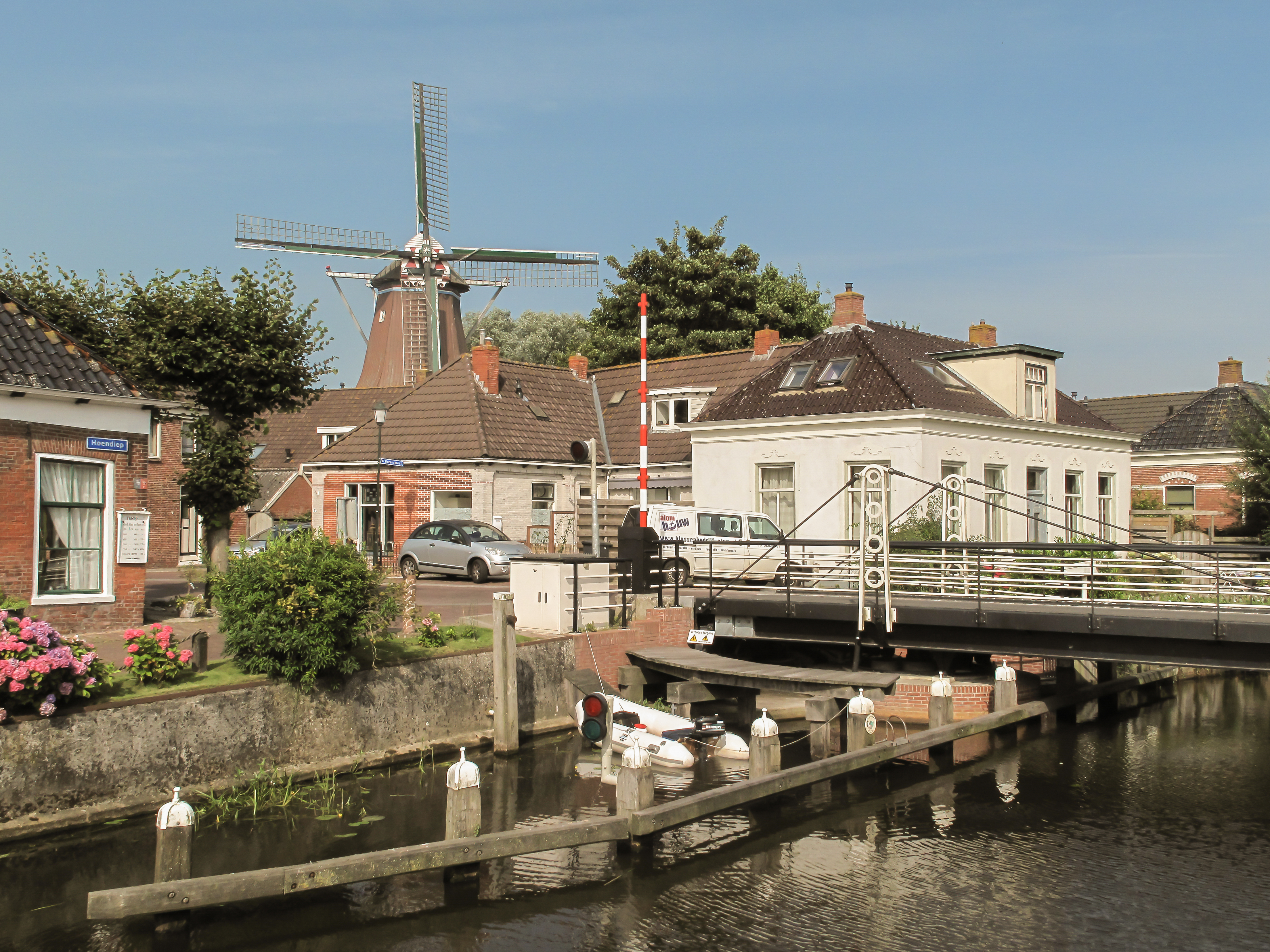
Korenmolen Eben Haëzer in straatzicht
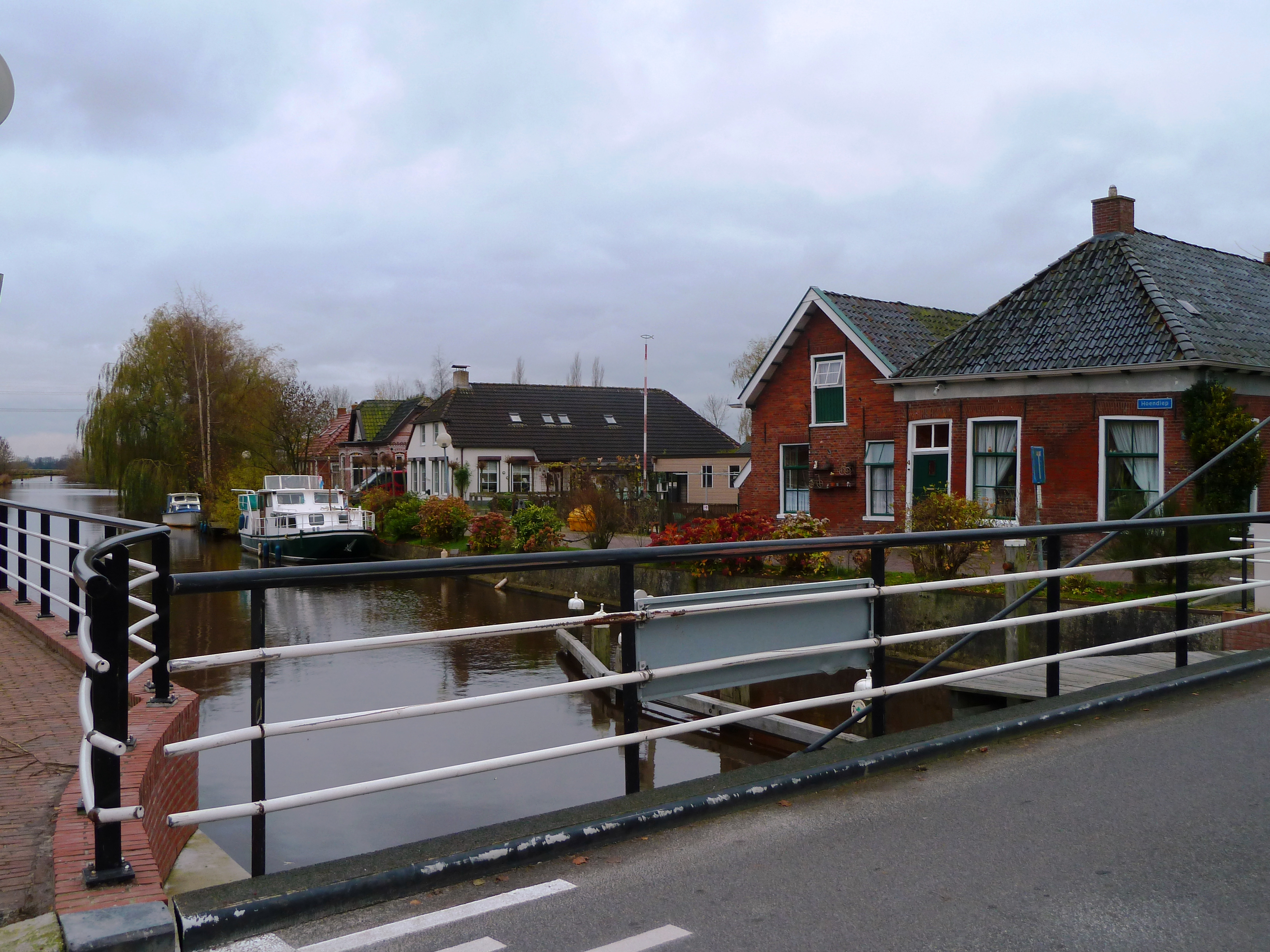
Gezicht vanaf de draaibrug op de bebouwing van Enumatil aan linkerzijde
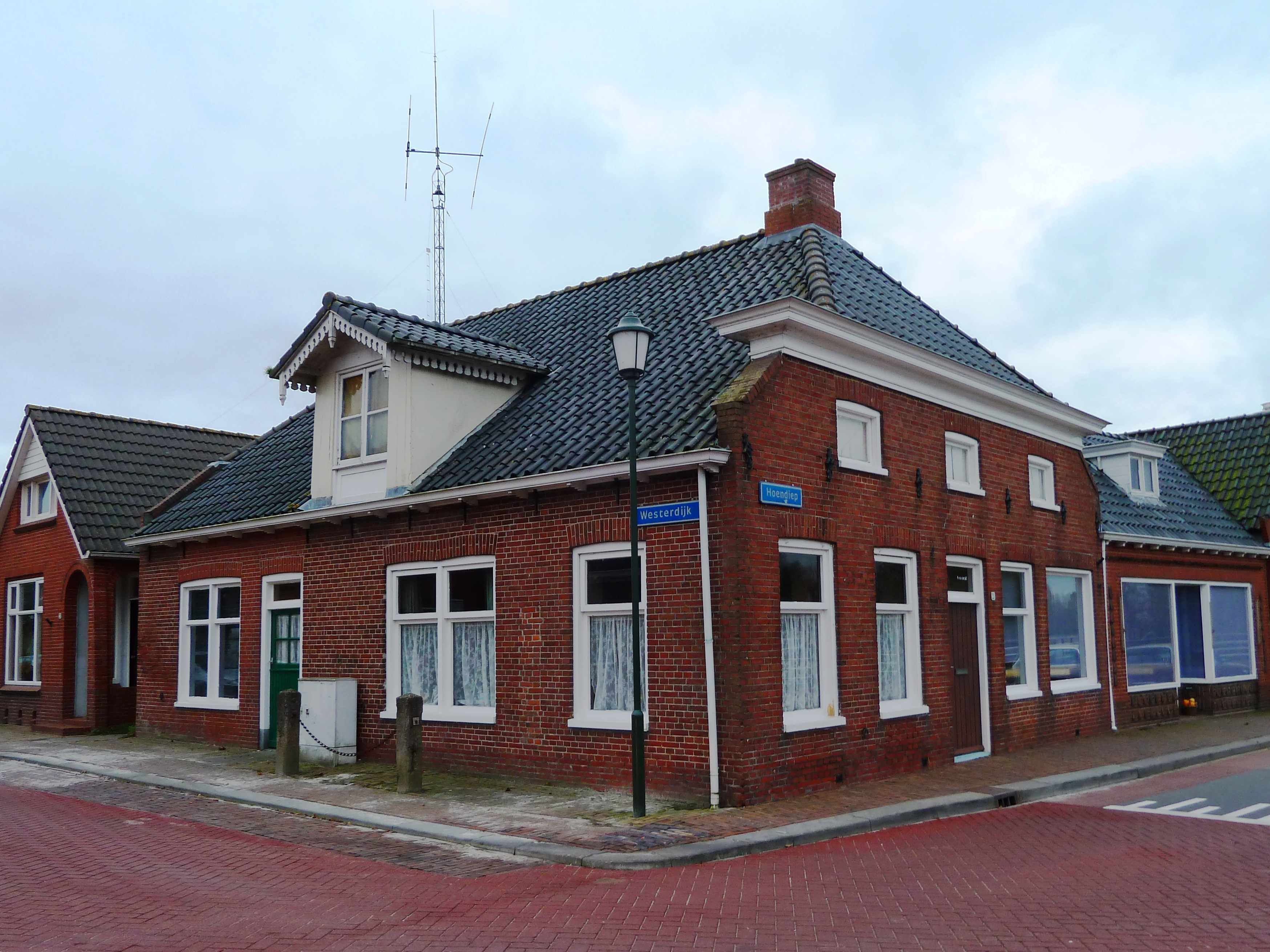
Het hoekpand waarin vroeger schipperscafé Otter was gevestigd